# Maine y Loira
Maine y Loira (49; en francés Maine-et-Loire) es un departamento francés del Valle del Loira, situado en la región de Países del Loira.

## Historia
El departamento de Maine y Loira fue creado durante la Revolución francesa, el 4 de marzo de 1790, y corresponde a la antigua provincia de Anjou. Originariamente, el departamento se llamaba Mayenne-et-Loire. El 12 de diciembre de 1791 adoptó la denominación actual.

## Geografía
- Limita al norte con Mayenne y Sarthe, al este con Indre y Loira, al sur con Vienne y Deux-Sèvres, al sudoeste con Vendée, al oeste con Loira Atlántico y al noroeste —muy brevemente— con Ille y Vilaine.

## Demografía
| 1801    | 1831    | 1841    | 1851    | 1856    | 1861    | 1866    |
| ------- | ------- | ------- | ------- | ------- | ------- | ------- |
| 375.544 | 467.871 | 488.472 | 515.452 | 524.387 | 526.012 | 532.325 |
| 1872    | 1876    | 1881    | 1886    | 1891    | 1896    | 1901    |
| 518.471 | 517.258 | 523.491 | 527.680 | 518.589 | 514.870 | 514.658 |
| 1906    | 1911    | 1921    | 1926    | 1931    | 1936    | 1946    |
| 513.490 | 508.149 | 474.786 | 477.741 | 475.991 | 477.690 | 496.068 |
| 1954    | 1962    | 1968    | 1975    | 1982    | 1990    | 1999    |
| 518.241 | 556.272 | 584.704 | 629.849 | 675.321 | 705.882 | 732.942 |
| 2006    | 2019    |         |         |         |         |         |
| 757.700 | 818.273 |         |         |         |         |         |

Notas a la tabla:
- 3 de agosto de 1973: la comuna de Puy-Saint-Bonnet (859 habitantes en 1968) se separa de Deux-Sèvres para incluirse en la comuna de Cholet (Maine y Loira).

Las mayores ciudades del departamento son (datos del censo de 1999):
- Angers: 151.279 habitantes, 226.843 en la aglomeración.
- Cholet: 54.204 habitantes, la aglomeración se compone de una única comuna.
- Saumur: 29.857 habitantes, 31.443 en la aglomeración.